# Movimiento Unionista Italiano
El Movimiento Unionista Italiano (Movimento Unionista Italiano) fue un partido político italiano activo brevemente tras la  el final de la II Guerra Mundial. El objetivo del partido era la anexión de Italia a los Estados Unidos.
El 12 de octubre de 1944, el antiguo sociólogo fascista Corrado Gini, el activista siciliano Santi Paladino y el investigador del ISTAT Ugo Damiani fundaron el partido, teniendo por símbolos los que el emblema era la bandera de los Estados Unidos, la bandera italiana y un mapa del mundo. De acuerdo sus tres fundadores, el Gobierno de los Estados Unidos debía anexinarse todas las naciones libres y democráticas del mundo, transformándose a sí mismo en un gobierno mundial, y permitiendo que EE. UU. para mantuviera a la Tierra en un estado perpetuo de paz.
Después de cierto éxito en las elecciones locales en el sur de Italia en 1946, el partido decidió presentarse a las elecciones generales de ese año. Sin embargo, los resultados fueron muy pobres: el partido recibió sólo el 0,3% de los votos, y sólo Ugo Damiani fue elegido para la Asamblea Constituyente. Como parlamentario, Damiani apoyó ideas federalistas, pero el objetivo principal del partido resultó evidentemente imposible de alcanzar. Tampoco contó con el apoyo del gobierno estadounidense, que no interés está en el proyecto, por lo que el Movimiento finalmente fue disuelto en 1948.

## Resultados electorales
| Cámara de Diputados |              |      |         |     |             |
| Año electoral       | Votos        | %    | Escaños | +/– | Líder       |
| 1946                | 71.021 (#13) | 0,31 | 1/556   | –   | Ugo Damiani |

- Datos: Q3866614
- Multimedia: Movimento Unionista Italiano / Q3866614